# De trip
De trip: the electric kool-aid acid test (oorspronkelijke Engelstalige titel: The Electric Kool-Aid Acid Test) is een roman van de Amerikaanse schrijver Tom Wolfe. Het boek kwam in 1971 in vertaling uit bij uitgeverij Bert Bakker. In dit literair-journalistieke werk wordt de schrijver Ken Kesey gevolgd als hij met een groep vrienden, de Merry Pranksters, in een bus door de Verenigde Staten trekt. De hippiecultuur en het gebruik van lsd en andere psychedelische drugs spelen een belangrijke rol in het verhaal.

## Verfilming
Gus Van Sant werkte aan een verfilming van het boek. Die film werd in 2011 uitgebracht.